# Dipoena tecoja
Dipoena tecoja är en spindelart som beskrevs av Claude Lévi 1953. Dipoena tecoja ingår i släktet Dipoena och familjen klotspindlar. Inga underarter finns listade i Catalogue of Life.